# Tideweser vor Berne und Lemwerder
Die Tideweser vor Berne und Lemwerder ist ein Landschaftsschutzgebiet in den niedersächsischen Gemeinden Berne und Lemwerder im Landkreis Wesermarsch.
Das Landschaftsschutzgebiet mit dem Kennzeichen LSG BRA 031 ist circa 66 Hektar groß. Es liegt vollständig im FFH-Gebiet „Nebenarme der Weser mit Strohauser Plate und Juliusplate“. Das Gebiet steht seit dem 22. Dezember 2018 unter Landschaftsschutz. Zuständige untere Naturschutzbehörde ist der Landkreis Wesermarsch.
Das Landschaftsschutzgebiet umfasst ausschließlich Wasserflächen eines Abschnitts, der durch wasserbauliche Maßnahmen stark veränderten Weser zwischen Lemwerder und dem Berner Ortsteil Warfleth (in etwa Weser-km 17 bis Weser-km 23). Die Weser ist Lebensraum u. a. der Finte sowie Wanderkorridor für Fluss- und Meerneunauge. Weiterhin ist sie Nahrungshabitat der Teichfledermaus.